# Gottfried Mutschlechner
Gottfried Mutschlechner, genannt Friedl (* 14. Oktober 1949 in Bruneck, Südtirol; † 10. Mai 1991 am Manaslu, Nepal), war ein professioneller Bergsteiger. Er hatte zahlreiche Erstbegehungen und Alleinbegehungen in den Dolomiten und Westalpen unternommen und drei Achttausender im Himalaya bestiegen. Bei einer Expedition zum 8163 m hohen Manaslu unter der Leitung von Hans Kammerlander wurde die Gruppe mit Mutschlechner von einem Gewitter überrascht. Laut Kammerlander verlor er dabei sein Leben durch einen Blitzschlag. Mutschlechner galt auch als Lehrmeister Hans Kammerlanders, vor allem im Felskletterbereich.

## Karriere
Im Jahre 1979 konnte Mutschlechner erfolgreich die Prüfung zum Bergführer absolvieren und begleitete im gleichen Jahr Reinhold Messner bei dessen Expedition zum K2 (8611 m). Aufgrund schlechter Wetterverhältnisse konnte seine Seilschaft den Gipfel jedoch nicht erreichen.  1981 gelang ihm die Besteigung der Shishapangma (8027 m) und 1982 die Besteigung des Kangchendzönga (8586 m). Am Cho Oyu (8188 m) scheiterte er 1982, ebenso wie 1984 am Dhaulagiri (8167 m). Den Makalu (8485 m) konnte er 1986 besteigen.